# Huize De Paauw

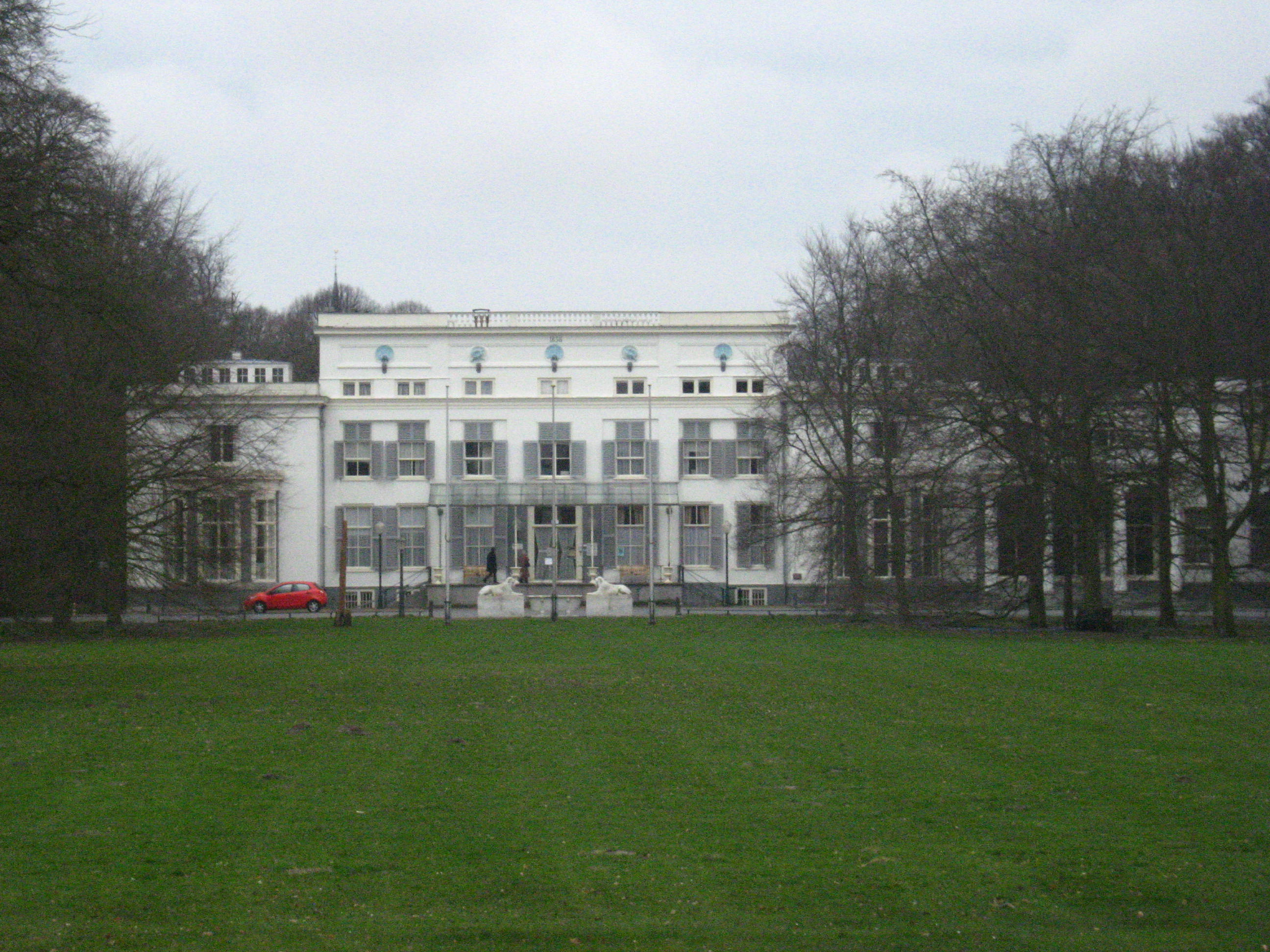
De Paauw gezien vanaf de N44

Huize De Paauw is het raadhuis van de gemeente Wassenaar aan de Raadhuislaan. Het achttiende-eeuwse zandsteenkkeurige landhuis is te zien vanaf de Rijksstraatweg (N44).

## Het huis
Op het terrein van het huidige huis De Paauw liet Cornelis Arentsz van der Dussen in 1556 een buitenhuis bouwen dat hij Te Pau noemde. Na 1747 kwam daar een classicistisch landhuis voor in de plaats, het zou in 1838 de naam 'De Paauw' krijgen. 
In 2018 werd een restauratie van de buitenzijde van huize De Paauw begonnen. Hierbij werd zoveel mogelijk gewerkt in de stijl van de periode dat prins Frederik van Oranje-Nassau het huis bewoonde. Zo gaat de kleurstelling van de gevels terug naar circa 1850, dat wil zeggen van wit naar de kleur van zandsteen,  met vergulde accenten.  Bij de restauratie van De Paauw is de keuze gemaakt om zoveel mogelijk de oorspronkelijke, natuurlijke materialen te gebruiken. Zo is de cementpleister vervangen door een luchthardende kalkpleister volgens de oorspronkelijke samenstelling, bestaande uit duinzand en schelpkalk. Het houtwerk werd vervolgens opnieuw geschilderd met lijnolieverf.

## Het landgoed
Het terrein was in 1556 slechts negen hectare groot, maar het werd uitgebreid door de aankoop van omliggende gronden. In 1581 erfde Catharina van der Dussen, getrouwd met Pieter van der Goes, het landgoed dat inmiddels 50 ha. besloeg van haar vader.
Daarna had het landgoed verschillende eigenaren waaronder Adamus van Halfwassenaar, heer van Stad aan 't Haringvliet. Zijn nazaten verkochten het landgoed in 1770 aan Adriaan Pieter Twent. Hij was schepen van Gouda, lid van de Staten van Holland en achtereenvolgend Minister van Binnenlandse Zaken en Minister van Waterstaat onder Lodewijk Napoleon. Twent liet het eerste huis afbreken en bouwde een nieuw.
De erfgenamen van Twent verkochten het landgoed samen met Landgoed De Raephorst en Landgoed ter Horst in 1838 aan prins Frederik, de tweede zoon van koning Willem I. De prins noemde het landgoed De Paauw en woonde er met zijn gezin. 
Hij liet door landschapsarchitect Jan David Zocher jr. een plan uitvoeren voor een meer landschappelijke aanleg van tuin en park. Zocher breidde  het bestaande gebouw uit met twee rechthoekige aanbouwen met halfronde erkers, een entreepartij met een veranda en aan de achterzijde een halfronde uitbouw, met uitzicht over de waterpartij.
Prins Frederiks dochter Marie - gehuwd met de prins van Wied - erfde huis en gronden in 1881, samen met het ernaast gelegen landgoed De Horsten. Door aankoop in 1903 werd De Horsten eigendom van koningin Wilhelmina en vervolgens ging het over op haar enig kind koningin Juliana, die het bij haar overlijden naliet aan haar oudste kind koningin Beatrix. 
Na het overlijden van prinses Marie in 1910 werd het landgoed De Paauw verkocht aan de weduwe van August Kessler. In het begin van de Eerste Wereldoorlog stelde zij een deel van De Paauw ter beschikking voor de opvang van Belgische vluchtelingen. In 1925 kon de gemeente Wassenaar het landhuis met omliggend park kopen. Sindsdien is het in gebruik als raadhuis.

## Galerij

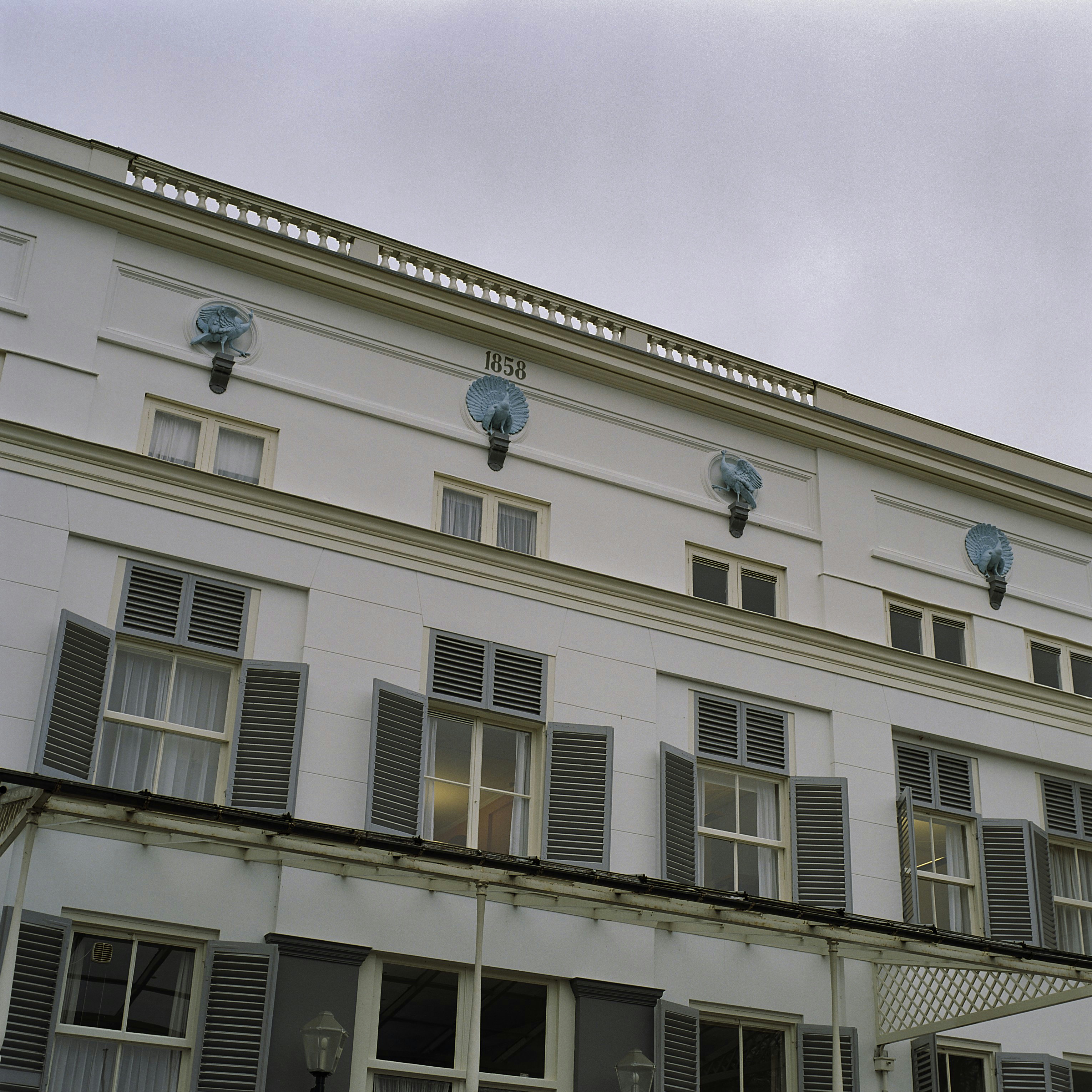
Detail voorgevel
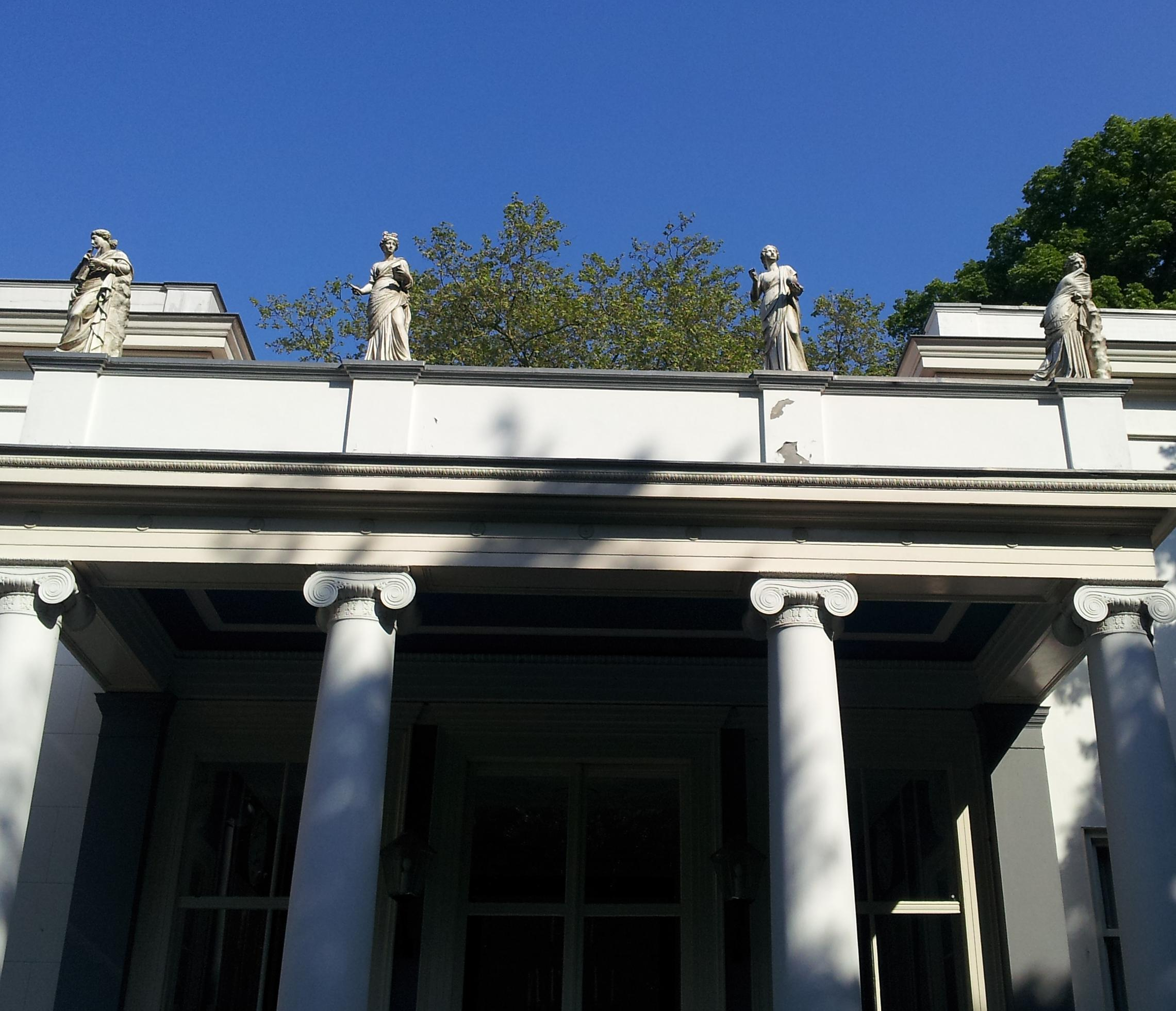
Galerij waarboven beelden van muzen
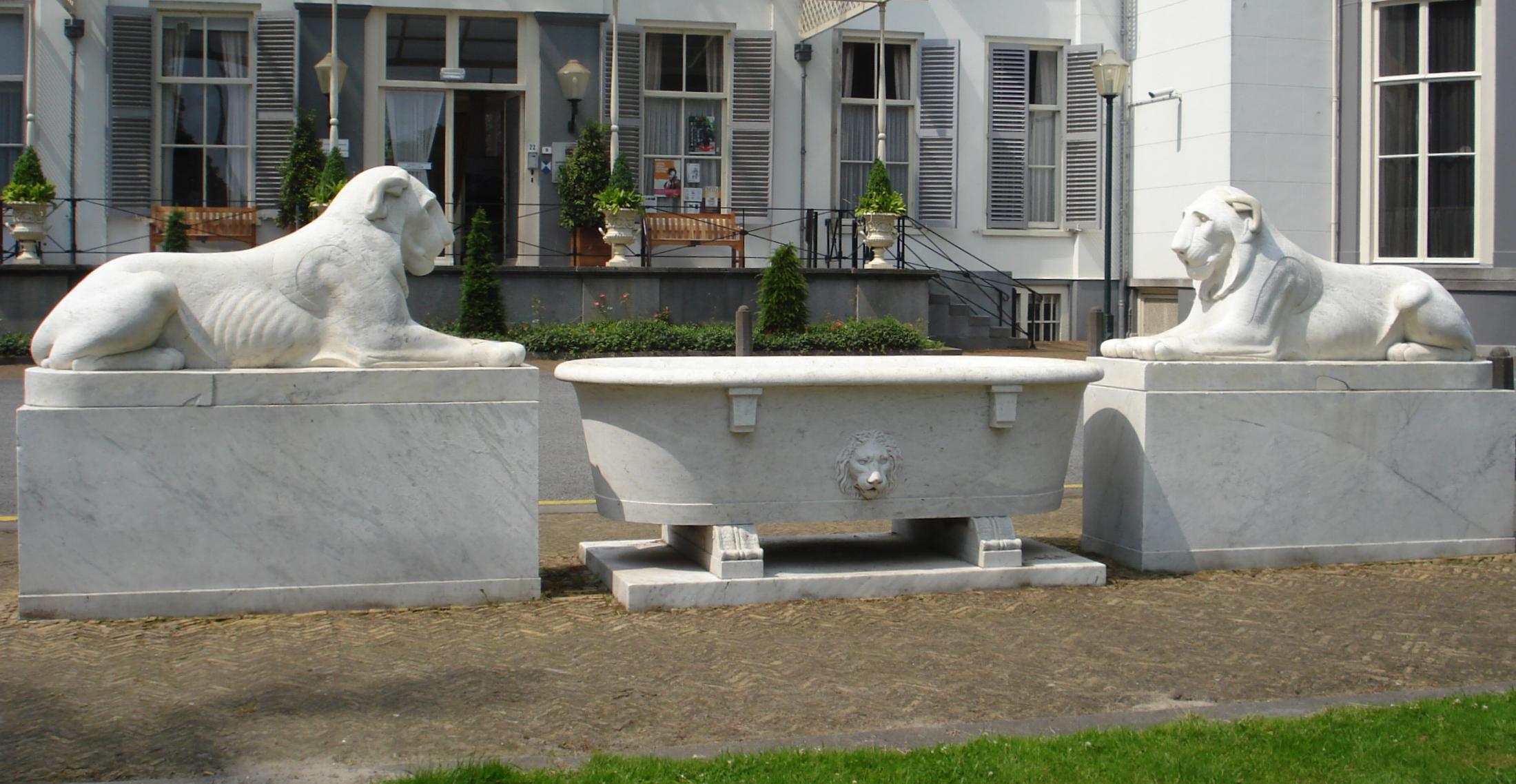
Paardendrinkbak met 2 leeuwenbeelden
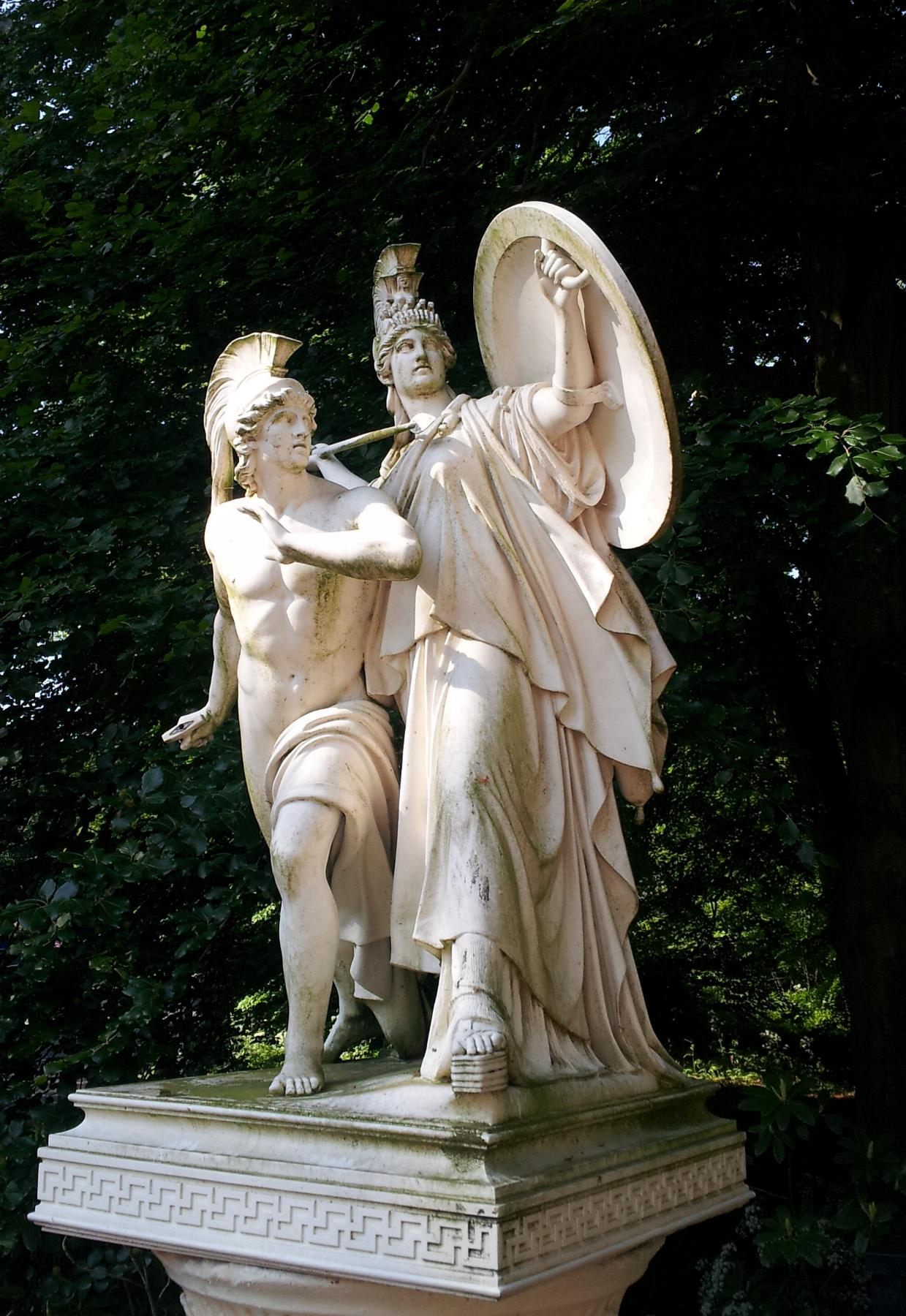
Kunstwerk 'De strijders' van Gustav Bläser
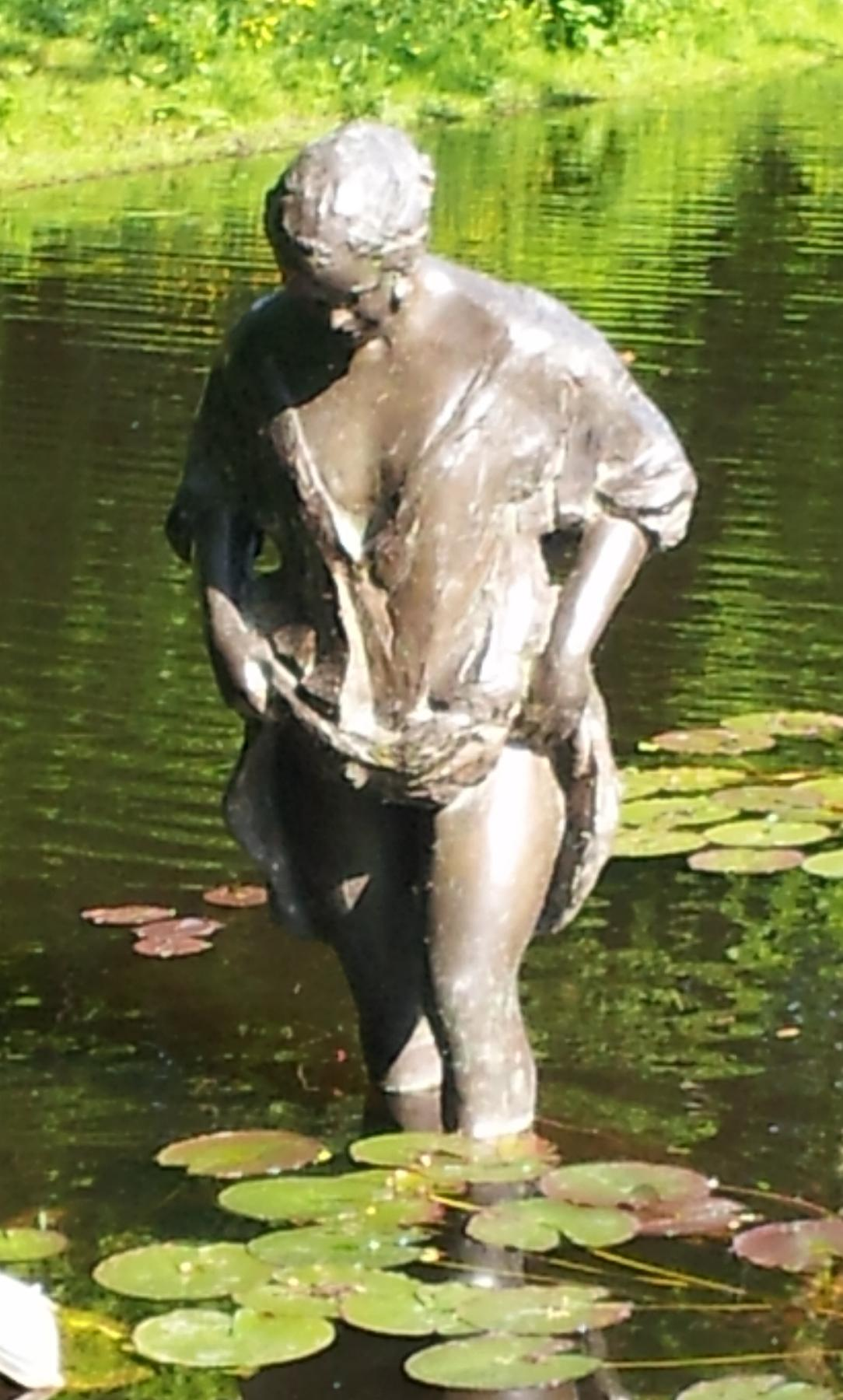
Kunstwerk 'Baadster' van Carla Rutgers-Hendriksen